# アムールスキー・ザリーフ駅
アムールスキー・ザリーフ駅（アムールスキー・ザリーフえき、ロシア語: Станция Амурский Залив）は、ロシア連邦沿海地方アルチョームウーリツァ・ザスロノヴァ地区にあるロシア鉄道極東鉄道支社の駅である。シベリア鉄道上の駅で、エレクトリーチカ（近郊列車）のみ停車する。

## 歴史
- 1936年 - 開業。
- 1962年 - 電化[1]。

## 駅構造
相対式ホーム2面2線を有する地上駅。ホーム間の移動は構内踏切を経由する。北側（集落側）に駅舎があり、駅舎は1番線ホームに隣接する。近距離切符売り場（営業時間　7時～18時）が設置されている。

### のりば
| ホーム | 列車             | 行先                             | 備考 |
| ------ | ---------------- | -------------------------------- | ---- |
| 1      | エレクトリーチカ | ウスリースク・バラノフスキー方面 |      |
| 2      | エレクトリーチカ | ウラジオストク・ウゴリナヤ方面   |      |

## 隣の駅
ロシア鉄道
シベリア鉄道
エレクトリーチカ（各駅停車）
ソフホーズナヤ駅 - アムールスキー・ザリーフ駅 - ウゴリナヤ駅